# تعلم السباحة (رواية)
تعلم السباحة هو كتاب من تأليف سارة هنري، نشرته مجموعة كراون للنشر (المملوكة الآن لبنجوين راندم هاوس) في 22 فبراير 2011، والذي فاز بجائزة ماري هيجينز كلارك في عام 2012.